# ルイ・ド・ラ・ブルドンネ
ルイ・ド・ラ・ブルドンネ（Louis-Charles Mahé de La Bourdonnais、1795年 - 1840年12月13日）は、フランスのチェスプレーヤー。

## 生涯
生年については「1797年生まれ」とする説もある。アレクサンドル・デシャペルに師事した。1820年に非公式の世界チャンピオンとなる。ブルドンネとイギリスのチャンピオン、アレクサンダー・マクダネルとの対局は名局として今日に伝えられている。
ブルドンネの死後、サン・アモンがフランスのチェス界をリードしたが、非公式の世界チャンピオンの座はイギリスのハワード・スタントンに受け継がれた。